# 波爾科二世 (奧波列)

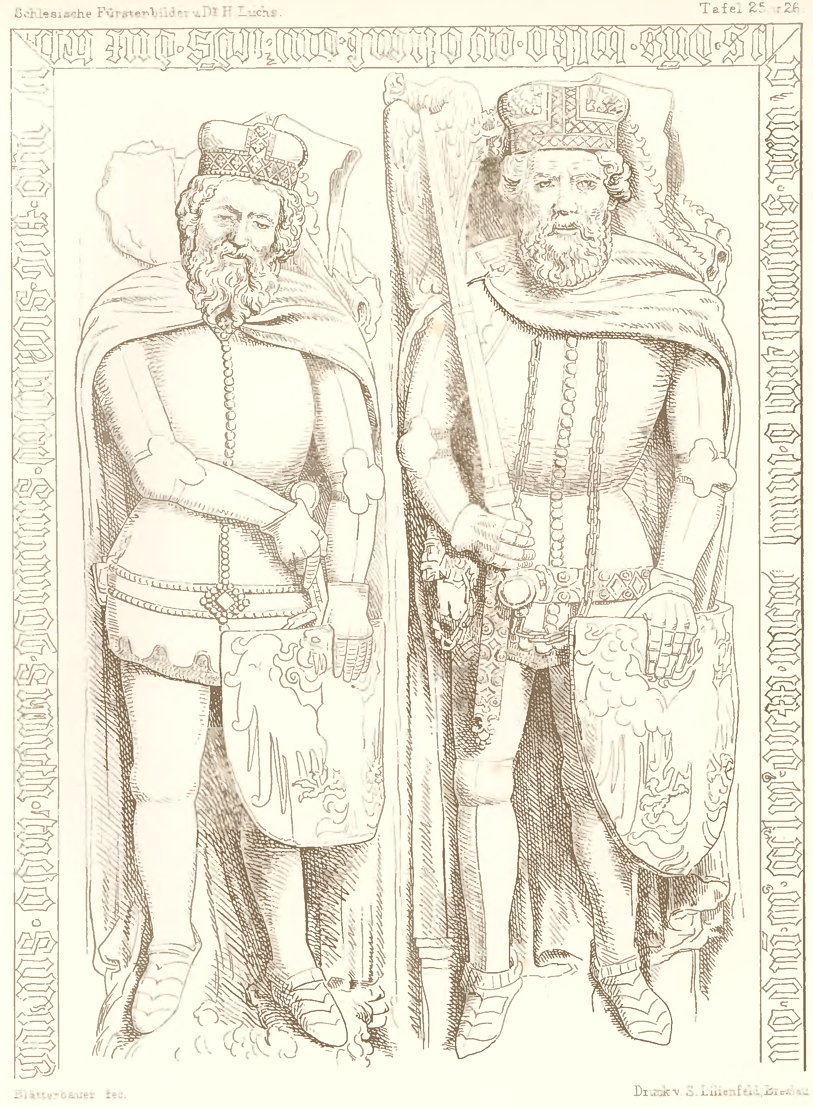
波爾科二世概念图

波爾科二世（波蘭語：Bolko II opolski，約1300年—1356年6月21日），奧波列公爵，波爾科一世之子，1313年至1356年在位。

## 家庭
1326年，波爾科與希維德尼察公爵伯納德的女兒艾爾茲別塔結婚，兩人共有3子4女：
1. 瓦迪斯瓦夫
2. 波爾科
3. 亨里克（英语：Henry of Opole）
4. 庫你根德
5. 阿格尼絲
6. 伊莉莎白
7. 安娜